# Serambergduva
Serambergduva (Gymnophaps stalkeri) är en fågel i familjen duvor inom ordningen duvfåglar.

## Utbredning och systematik
Fågeln förekommer i bergskogar på Seram i södra Moluckerna. Tidigare betraktades den som en underart till Gymnophaps mada, som nu efter uppdelningen fått namnet burubergduva. Vissa gör det fortfarande.

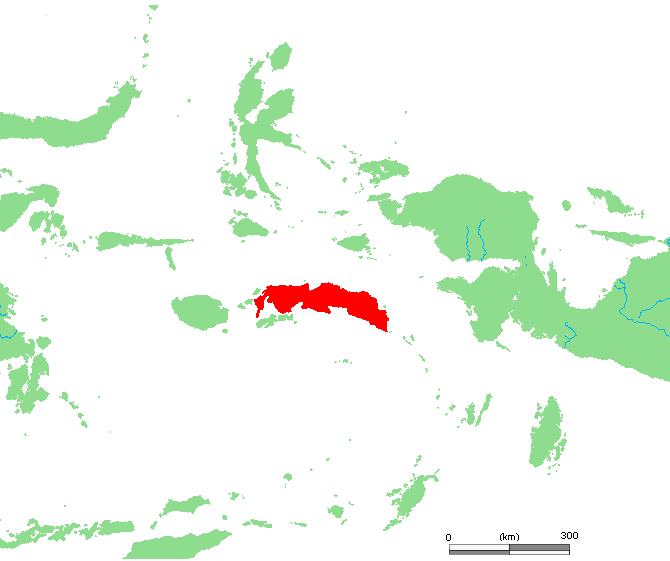
Fågeln förekommer endast på ön Seram i Moluckerna.

## Status
IUCN kategoriserar arten som livskraftig.

## Namn
Serambergduvans vetenskapliga artnamn stalkeri hedrar Wilfred Stalker (1879–1910), australiensisk äventyrare och samlare av specimen verksam i Moluckerna och Australien samt på Nya Guinea. Stalker drunknade under British Ornithologists’s Union expedition till Nya Guinea 1910.